# Bank of China Centre
Le Bank of China Centre (中银中心) appelé aussi Island Harbourview Olympian Centre est un gratte-ciel de 131 mètres de hauteur et 27 étages situé à Hong Kong en Chine et qui a été construit de 1998 à 2000. L'immeuble qui abrite des bureaux fait partie du complexe Olympian City qui comprend un grand nombre de gratte-ciel.
Le sommet de l'immeuble est éclairé de diverses couleurs la nuit.
L'immeuble a été conçu par l'agence d'architecture de Hong Kong, P & T Architects & Engineers.